# High Dynamic Range Rendering

Скриншот из игры Nexuiz, с отключенным HDR и Bloom

Скриншот из игры Nexuiz, HDR и Bloom включены

High Dynamic Range Rendering, часто сокращается до High Dynamic Range — графический эффект, применяемый в играх для наиболее выразительного рендеринга изображения при контрастном освещении сцены. Включает в себя несколько компонентов:
BloomingИспользуется дизайнерами для создания эффекта размытия на ярких гранях сцен, эмулируя передержку камерой при съёмке.
HDR SkyboxРезультат наложения нескольких экспозиций неба, для реализации эффекта смены экспозиции в реальном времени. Для Half-Life 2: Lost Coast было создано более 16 различных HDR skybox.
HDR Water Reflection/RefractionВезде, где отражение от источника света крайне ярко, появляются «белые горячие» пятна, с Blooming эффектом на воде. Подобный эффект может проявляться, например, если из-под воды направить «взгляд» на солнце.
HDR Refraction EffectHDR свет проходит через преломляющие материалы и принимает свойства этих материалов (например, когда луч света проходит сквозь цветные витражи в монастыре на Half-Life 2: Lost Coast, на пол отбрасываются цветные блики).
HDR Light MapsКарты света (данный эффект может не использоваться в зависимости от методов, используемых движком конкретной игры), сгенерированные при помощи эффекта radiosity (свет не только отражается от объектов и попадает в глаз наблюдателя, но и попадает на другие объекты, отражаясь от них), с принятием во внимание скачки света/глобальное освещение. Можно заметить, например, внутри монастыря в Half-Life 2: Lost Coast, по солнечным пятнам на стенах, противоположных окнам.
HDR Light SourcesНесжатые величины света, предоставляющие широкий диапазон яркости/насыщенности света, для дизайнеров для отображения в любой из сцен.
Exposure ControlРеализует эффект «приспособления зрения», позволяющий увидеть различную степень детализации в тёмных сценах по сравнению с засвеченными областями.

## Исполнение
В большинстве случаев изображения хранятся и рассчитываются в представлении имеющем ограниченную точность, что делает доступным небольшое количество градаций яркости (256 градаций для 24-битного цвета). Технология HDR предполагает использование для хранения цвета и расчётов освещённости более точного представления (96-битного с плавающей точкой), и подгонкой финального результата к 24-битному представлению, используемому мониторами. Способ подгонки конечного изображения зависит от требуемого результата, например для реализации «приспособления зрения» сначала результат работы HDR выводится на экран напрямую (что из-за обрезания максимальной яркости выглядит как полная или частичная засветка экрана), а потом постепенно приглушается до нужной величины (что приводит к появлению на изображении чёрных пятен, вызванных обрезанием минимальной яркости).
Вместо HDR могут применяться другие приёмы (Bloom), дающие похожий эффект, что является поводом для «недобросовестной рекламы» (когда вместо полноценного HDR используется только bloom).